# Anton Varga
Anton Varga (* 10. června 1934) je bývalý slovenský fotbalista, obránce.

## Fotbalová kariéra
V československé lize hrál za Tatran Prešov a Tankistu Praha. Nastoupil ve 138 ligových utkáních a dal 2 góly.

## Ligová bilance
| Ročník                                    | Zápasy | Góly | Minuty | Klub           |
| ----------------------------------------- | ------ | ---- | ------ | -------------- |
| Mistrovství československé republiky 1952 | 9      | 0    | –      | ČSSZ Prešov    |
| Přebor československé republiky 1953      | 9      | 1    | –      | Tatran Prešov  |
| Přebor československé republiky 1954      | 10     | 1    | 826    | Tatran Prešov  |
| Přebor československé republiky 1955      | 4      | 0    | 315    | Tankista Praha |
| 1. československá fotbalová liga 1956     | 3      | 0    | 270    | Tatran Prešov  |
| 1. československá fotbalová liga 1957/58  | 21     | 0    | 1890   | Tatran Prešov  |
| 1. československá fotbalová liga 1958/59  | 22     | 0    | 1913   | Tatran Prešov  |
| 1. československá fotbalová liga 1959/60  | 22     | 0    | 1964   | Tatran Prešov  |
| 1. československá fotbalová liga 1960/61  | 24     | 0    | 2060   | Tatran Prešov  |
| 1. československá fotbalová liga 1961/62  | 11     | 0    | 910    | Tatran Prešov  |
| 1. československá fotbalová liga 1962/63  | 3      | 0    | 270    | Tatran Prešov  |
| CELKEM                                    | 138    | 2    | –      |                |